# China Cup 2018
De China Cup 2018 was de tweede editie van dit voetbaltoernooi, dat van 22 tot en met 26 maart in Nanning, China, werd georganiseerd. Aan het toernooi deden vier landen mee. Behalve het gastland zijn dit ook nog twee landen uit Europa en een land uit Zuid-Amerika. Het toernooi werd gewonnen door Uruguay. Dat land won in de finale van Wales. Tsjechië werd derde.

## Deelnemende landen
| Land             | FIFA Ranking (maart 2018) |
| ---------------- | ------------------------- |
| Wales            | 20                        |
| Uruguay          | 22                        |
| Tsjechië         | 43                        |
| China (gastland) | 65                        |

## Stadion
| Nanning                                |
| -------------------------------------- |
| Guangxi Sportcenter Capaciteit: 60.000 |
| · Guangxi Sportcenter                  |

## Wedstrijden
|  | Halve finale       | Halve finale       |   |                    | Finale             | Finale |
|  |                    |                    |   |                    |                    |        |
|  | 22 maart – Nanning |                    |   |                    |                    |        |
|  | China              | 0                  |   |                    |                    |        |
|  | Wales              | 6                  |   |                    |                    |        |
|  |                    |                    |   |                    |                    |        |
|  |                    |                    |   |                    | 26 maart – Nanning |        |
|  |                    |                    |   |                    | Wales              | 0      |
|  |                    | Uruguay            | 1 |                    |                    |        |
|  |                    |                    |   |                    |                    |        |
|  |                    |                    |   |                    | Derde plaats       |        |
|  | 23 maart – Nanning | 23 maart – Nanning |   | 26 maart – Nanning | 26 maart – Nanning |        |
|  | Uruguay            | 2                  |   | China              | 1                  |        |
|  | Tsjechië           | 0                  |   |                    | Tsjechië           | 4      |

### Halve finales
|                                                |       |                                             |       |                                                                                                  |
| 22 maart 2018 «onderlinge duels» 19:35 (UTC+8) | China | 0 – 6                                       | Wales | Guangxi Sportcenter, Nanning Toeschouwers: 36.573 Scheidsrechter: Mohd Amirul Izwan Yaacob (MAS) |
| 22 maart 2018 «onderlinge duels» 19:35 (UTC+8) |       | Bale 2', 21', 62' Vokes 38', 58' Wilson 45' |       | Guangxi Sportcenter, Nanning Toeschouwers: 36.573 Scheidsrechter: Mohd Amirul Izwan Yaacob (MAS) |

|                                                |                              |       |          |                                                                                         |
| 23 maart 2018 «onderlinge duels» 19:35 (UTC+8) | Uruguay                      | 2 – 0 | Tsjechië | Guangxi Sportcenter, Nanning Toeschouwers: 22.757 Scheidsrechter: Saoud Al-Athbah (QAT) |
| 23 maart 2018 «onderlinge duels» 19:35 (UTC+8) | Suárez 10' (pen.) Cavani 27' |       |          | Guangxi Sportcenter, Nanning Toeschouwers: 22.757 Scheidsrechter: Saoud Al-Athbah (QAT) |

### Troostfinale
|                                                |                 |       |                                                 |                                                                                     |
| 26 maart 2018 «onderlinge duels» 15:35 (UTC+8) | China           | 1 – 4 | Tsjechië                                        | Guangxi Sportcenter, Nanning Toeschouwers: 15.815 Scheidsrechter: Chris Beath (AUS) |
| 26 maart 2018 «onderlinge duels» 15:35 (UTC+8) | Fan Xiaodong 5' |       | Kalas 58' Schick 59' Krmenčík 62' Kadeřábek 78' | Guangxi Sportcenter, Nanning Toeschouwers: 15.815 Scheidsrechter: Chris Beath (AUS) |

### Finale
|                                                |       |            |         |                                                                                             |
| 26 maart 2018 «onderlinge duels» 19:35 (UTC+8) | Wales | 0 – 1      | Uruguay | Guangxi Sportcenter, Nanning Toeschouwers: 41.056 Scheidsrechter: Salman Ahmad Falahi (QAT) |
| 26 maart 2018 «onderlinge duels» 19:35 (UTC+8) |       | Cavani 49' |         | Guangxi Sportcenter, Nanning Toeschouwers: 41.056 Scheidsrechter: Salman Ahmad Falahi (QAT) |

## Doelpuntenmakers
3 doelpunten
- Gareth Bale

2 doelpunten
- Edinson Cavani
- Sam Vokes

1 doelpunt
- Fan Xiaodong
- Michael Krmenčík
- Patrik Schick
- Pavel Kadeřábek
- Tomáš Kalas
- Luis Suárez
- Harry Wilson